# Dango Ouattara
Dango Aboubacar Faissal Ouattara (Uagadugu, 11 de fevereiro de 2002) é um futebolista burquinense que atua como ponta. Atualmente joga pelo Brentford e pela Seleção Burquinense.

## Carreira

### Lorient
Produto da formação do clube burquino Majestic FC, Ouattara juntou-se à equipa B do Lorient em 2020. A 20 de maio de 2021, assinou o seu primeiro contrato profissional com o clube. A 8 de agosto do mesmo ano, fez a sua estreia profissional pelo Lorient, num empate por 1–1 frente ao Saint-Étienne, na Ligue 1.

### AFC Bournemouth
A 19 de janeiro de 2023, Bournemouth assinou um contrato de 5 anos pelo AFC Bournemouth, clube da Premier League. A 15 de abril, Dangou marcou o seu primeiro golo pelos Cherries, aos 95 minutos de um jogo em casa do Tottenham Hotspur, garantindo uma vitória por 2–3.

## Carreira Internacional
A 30 de dezembro de 2021, Ouattara fez a sua estreia profissional pela Seleção de Burkina Faso num amigável contra a Mauritânia, que terminou 0–0. A 29 de janeiro de 2022, Dango marcou o seu primeiro golo internacional, numa vitória por 1–0 sobre a Tunísia nos quartos-de-final da Taça das Nações Africanas de 2021.

## Estatísticas

### Clube
- Atualizado até 28 de maio de 2023

| Clube             | Temporada         | Campeonato               | Campeonato | Campeonato | Taça  | Taça  | Outros | Outros | Total | Total |
| Clube             | Temporada         | Divisão                  | Jogos      | Golos      | Jogos | Golos | Jogos  | Golos  | Jogos | Golos |
| ----------------- | ----------------- | ------------------------ | ---------- | ---------- | ----- | ----- | ------ | ------ | ----- | ----- |
| Majestic          | 2019–20           | Burkinabé Premier League | 11         | 5          | —     | —     | —      | —      | 11    | 5     |
| Lorient B         | 2020–21           | Championnat National 2   | 2          | 0          | —     | —     | —      | —      | 2     | 0     |
| Lorient B         | 2021–22           | Championnat National 2   | 3          | 1          | —     | —     | —      | —      | 3     | 1     |
| Lorient B         | Total             | Total                    | 5          | 1          | —     | —     | —      | —      | 5     | 1     |
| Lorient           | 2021–22           | Ligue 1                  | 25         | 1          | 1     | 0     | —      | —      | 26    | 1     |
| Lorient           | 2022–23           | Ligue 1                  | 18         | 6          | 0     | 0     | —      | —      | 18    | 6     |
| Lorient           | Total             | Total                    | 43         | 7          | 1     | 0     | —      | —      | 44    | 7     |
| Bournemouth       | 2022–23           | Premier League           | 19         | 1          | —     | —     | —      | —      | 19    | 1     |
| Total de Carreira | Total de Carreira | Total de Carreira        | 78         | 14         | 1     | 0     | 0      | 0      | 79    | 14    |

### Internacional
| Nº | Data                   | Local                                       | Adversário      | Placar | Resultado | Competição                                         |
| -- | ---------------------- | ------------------------------------------- | --------------- | ------ | --------- | -------------------------------------------------- |
| 1  | 29 de janeiro de 2022  | Estádio Roumdé Adjia, Garoua, Camarões      | Tunísia         | 1–0    | 1–0       | Taça das Nações Africanas 2021                     |
| 2  | 3 de junho de 2022     | Estádio de Marraquexe, Marraquexe, Marrocos | Cabo Verde      | 2–0    | 2–0       | Qualificação para a Taça das Nações Africanas 2023 |
| 3  | 7 de junho de 2022     | Estádio FNB, Joanesburgo, África do Sul     | Eswatini        | 1–1    | 3–1       | Qualificação para a Taça das Nações Africanas 2023 |
| 4  | 7 de junho de 2022     | Estádio FNB, Joanesburgo, África do Sul     | Eswatini        | 2–1    | 3–1       | Qualificação para a Taça das Nações Africanas 2023 |
| 5  | 19 de novembro de 2022 | Estádio de Marraquexe, Marraquexe, Marrocos | Costa do Marfim | 1–0    | 2–1       | Amigável                                           |
| 6  | 28 de março de 2023    | Estádio de Kégué, Lomé, Togo                | Togo            | 1–0    | 1–0       | Qualificação para a Taça das Nações Africanas 2023 |